# Alta cruz

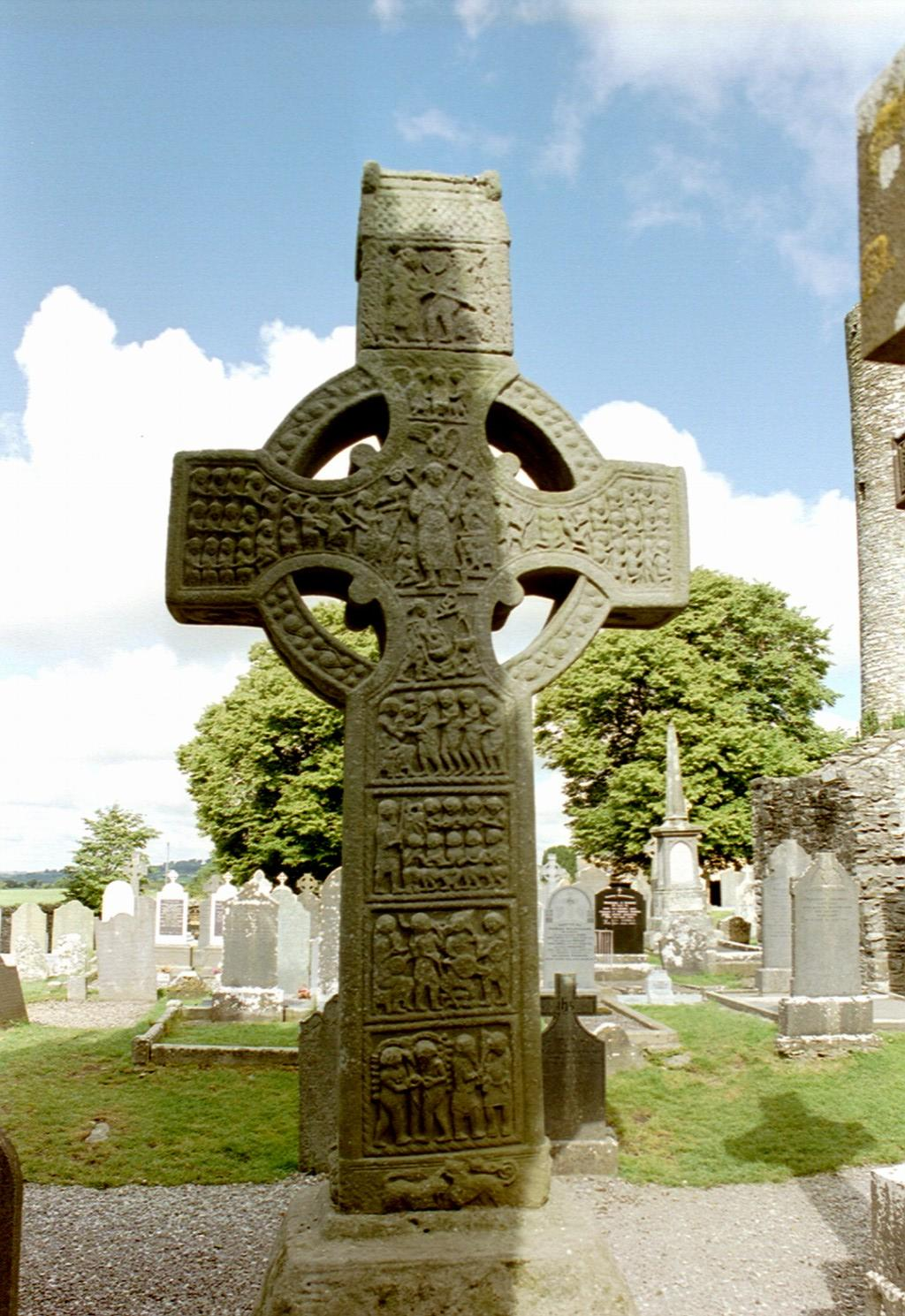
Gran Cruz de Muiredach, Monasterboice, o

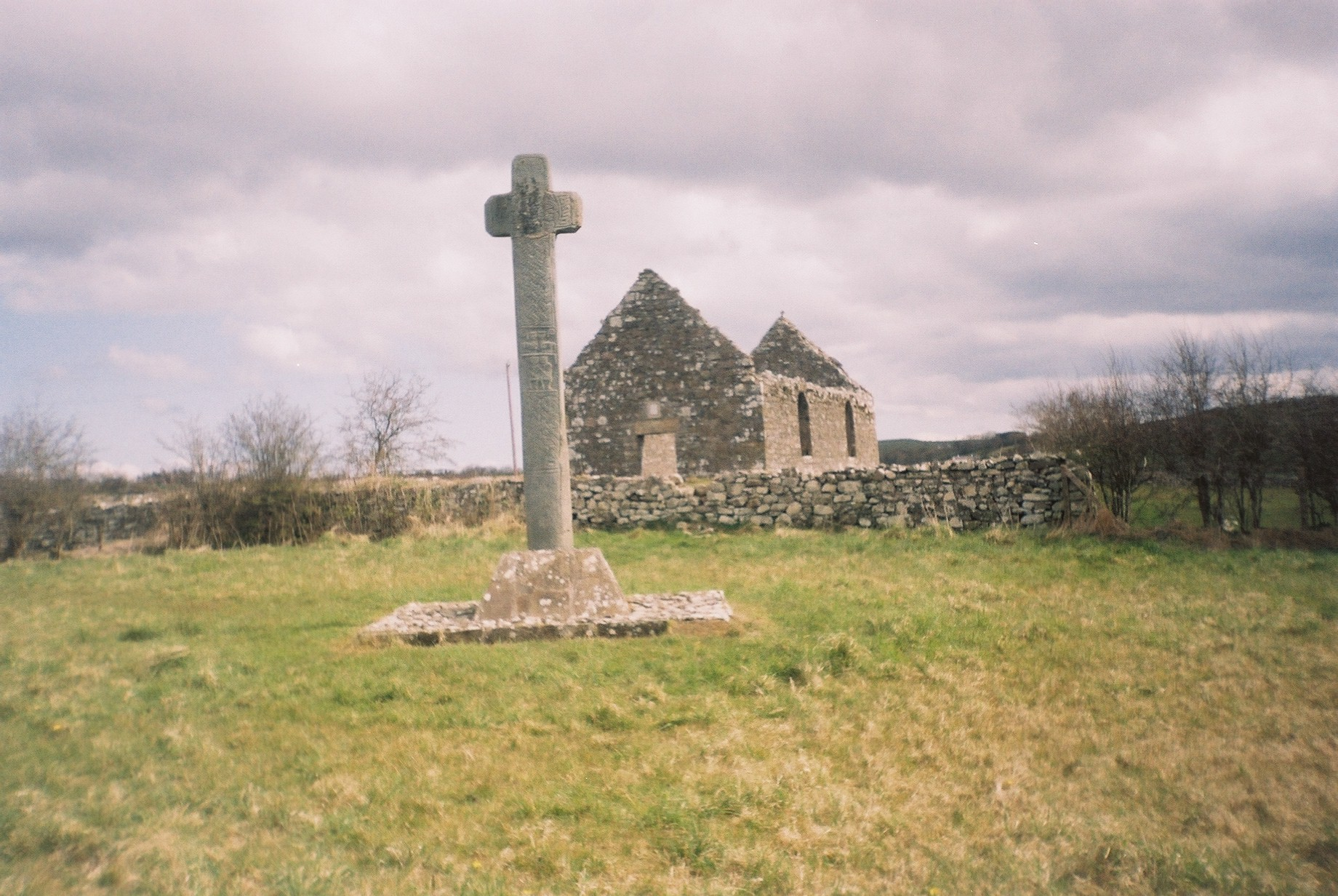
Un ejemplo más simple, Culdaff, condado de Donegal, Irlanda

Una alta cruz o gran cruz (en irlandés: cros ard / ardchros, en gaélico escocés: crois àrd / àrd-chrois, en galés: croes uchel / croes eglwysig) es una cruz cristiana independiente hecha de piedra y, a menudo, ricamente decorada. Había una tradición altomedieval única en Irlanda y Gran Bretaña de erigir grandes cruces de piedra esculpidas, generalmente al aire libre. Estos probablemente se desarrollaron a partir de tradiciones anteriores que usaban madera, quizás con accesorios de metalurgia, y piedras conmemorativas celtas paganas anteriores; las piedras pictas de Escocia también pueden haber influido en la forma. Los primeros ejemplos supervivientes parecen provenir del territorio del reino anglosajón de Northumbria, que había sido convertido al cristianismo por misioneros irlandeses; no está claro si la forma se desarrolló por primera vez en Irlanda o Gran Bretaña.
Su decoración en relieve es una mezcla de figuras religiosas y secciones de decoración como nudos, entrelazados y, en Gran Bretaña, rollos de vid, todos en los estilos que también se encuentran en el arte insular en otros medios, como manuscritos iluminados y orfebrería. Probablemente estaban pintados normalmente, quizás sobre una capa modelada de yeso; con la pérdida de pintura y los efectos de la erosión, los relieves, en particular las escenas llenas de pequeñas figuras, a menudo ahora son bastante indistintos y difíciles de leer.
Las cruces anteriores tenían típicamente hasta dos metros u ocho pies de altura, pero en Irlanda aparecen ejemplos hasta tres veces más altos más tarde, conservando proporciones gruesas y masivas, dando grandes áreas de superficie para tallar. La más alta de las cruces irlandesas es la llamada Cruz Alta en Monasterboice, condado de Louth. Mide siete metros o veintidós pies de altura. Los ejemplares anglosajones en su mayoría permanecieron delgados en comparación, pero podrían ser grandes; excepto en ejemplos anteriores de Northumbria, su decoración es principalmente ornamental en lugar de figuras. Las cruces a menudo, aunque no siempre, presentan un anillo de piedra alrededor de la intersección, formando una cruz celta; esto parece ser una innovación del cristianismo celta, quizás en Iona. Aunque el ejemplo más antiguo de esta forma se ha encontrado en textiles coptos del siglo V.

## Irlanda y Gran Bretaña

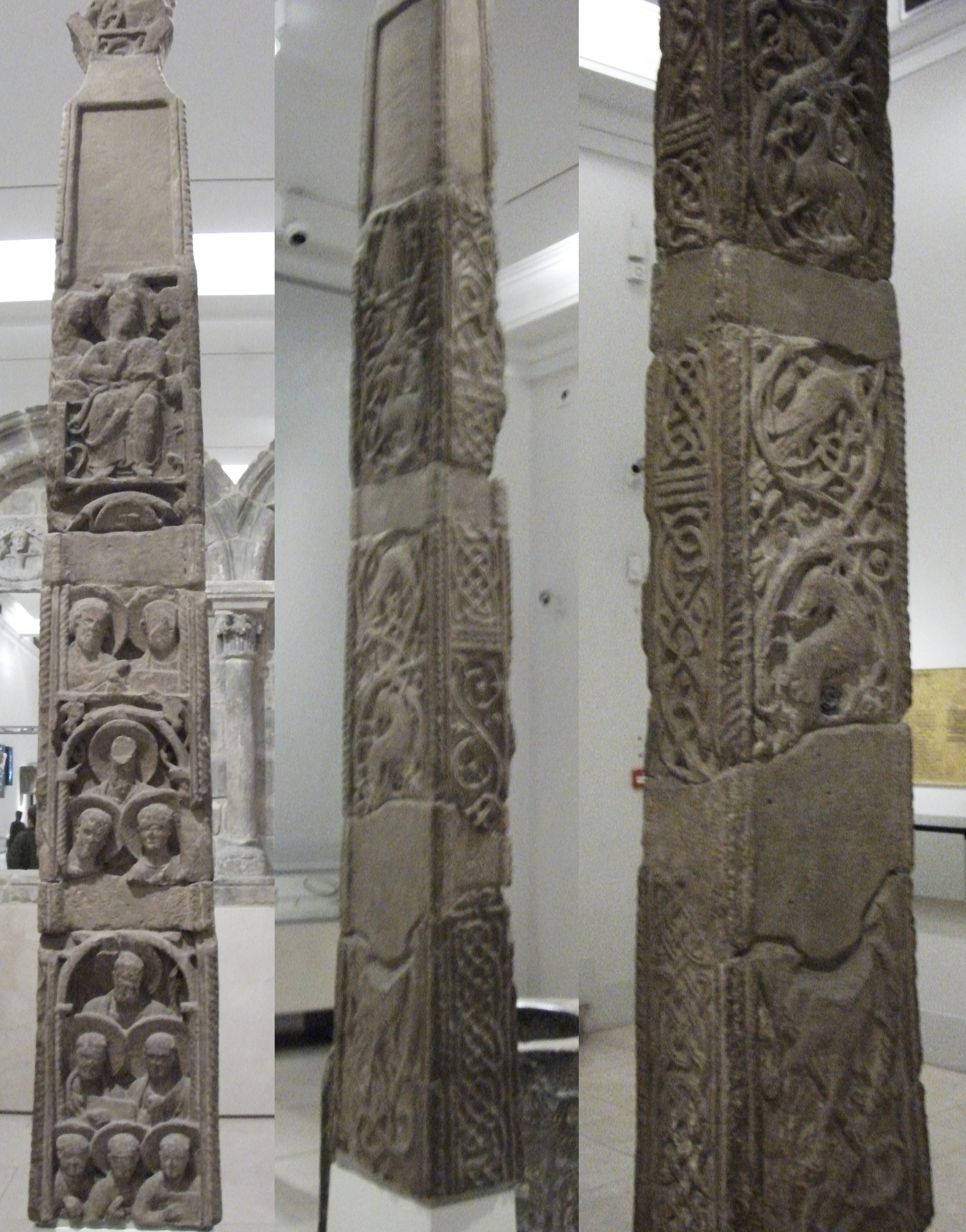
Tres vistas de la cruz de Easby (anglosajona) de 800–820

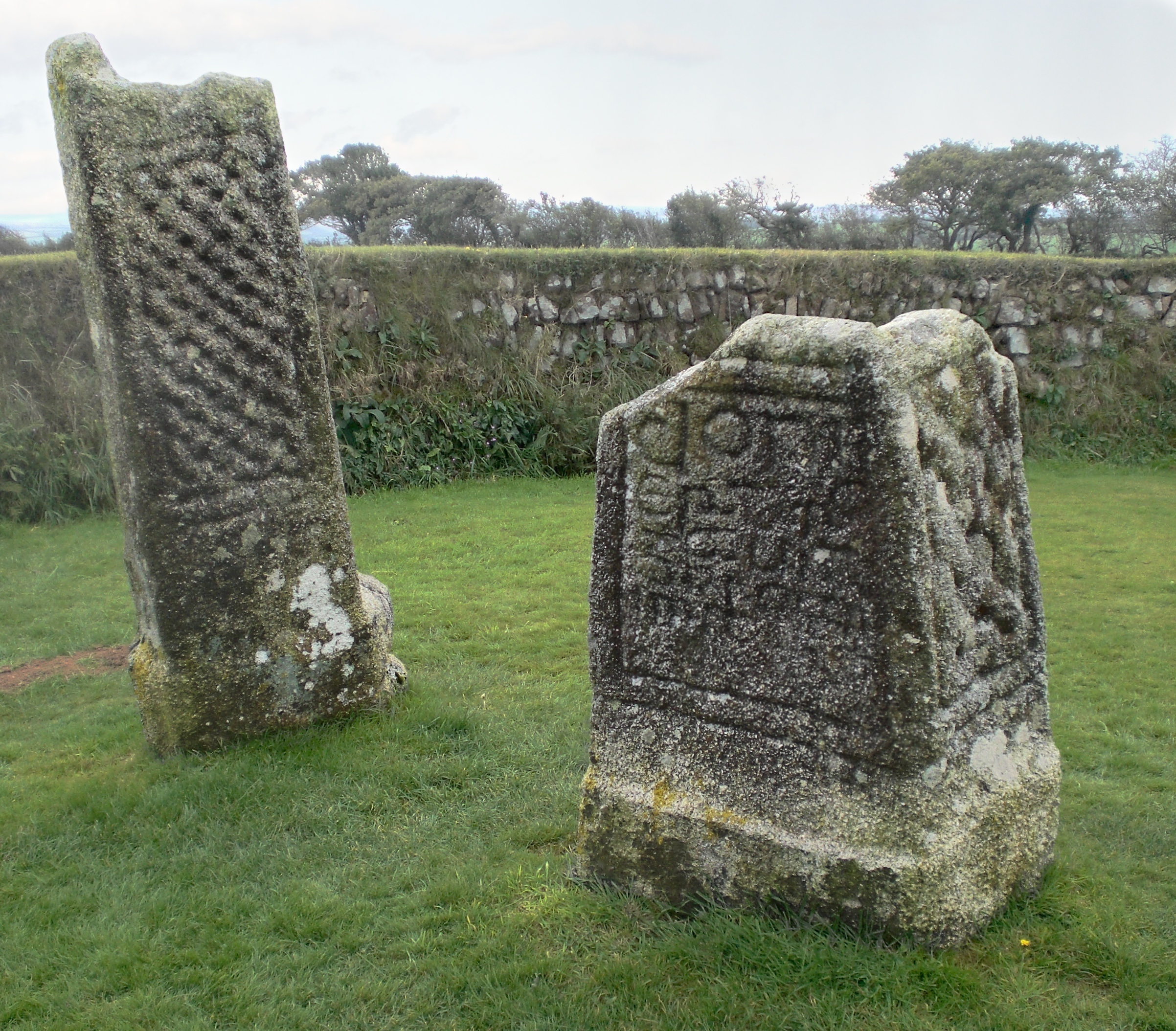
Piedra del rey Doniert en el este de Cornualles, siglo IX

Las altas cruces son las principales obras monumentales sobrevivientes del arte hiberno-sajón, y la mayor cantidad en Gran Bretaña sobrevive de áreas que permanecieron bajo el cristianismo celta hasta relativamente tarde. No han sobrevivido ejemplos o rastros de las supuestas formas anteriores en madera o con accesorios de metal; el repertorio decorativo de las primeras cruces sin duda se inspira en el de la orfebrería, pero lo mismo ocurre con los manuscritos iluminados insulares. San Adomnán, abad de Iona que murió en 704, menciona cruces de madera anilladas independientes similares, luego reemplazadas por versiones de piedra. Quizás las cruces de piedra independientes más antiguas que se conservan se encuentran en Carndonagh, Donegal, que parecen haber sido erigidas por misioneros de Iona . huyendo de los asaltantes vikingos, "dando a Iona un papel fundamental en la formación de cruces anilladas". Las protuberancias redondas que se ven en las primeras cruces probablemente se derivan de piedras pictas. Es posible que existan altas cruces desde el siglo VII en Northumbria, que entonces incluía gran parte del sureste de Escocia e Irlanda, aunque las fechas irlandesas se están moviendo más tarde. Sin embargo, las fechas asignadas a la mayoría de los primeros cruces que sobrevivieron en buenas condiciones, ya sea en Ruthwell y Bewcastle, el grupo Western Ossory en Irlanda, Iona o Kildalton Cross en Islay, han mostrado una tendencia a converger en el período alrededor de o un poco antes de 800, a pesar de las diferencias entre los tipos de Northumbria y celta. La alta cruz se extendió más tarde al resto de las islas británicas, incluidas las áreas celtas de Gales, Devon, Bretaña y Cornualles, donde las inscripciones ogam también indican una presencia irlandesa, y se pueden encontrar algunos ejemplos en Europa continental, particularmente donde el estilo era tomada por misioneros insulares.
Las altas cruces eran símbolos de estatus, ya sea para un monasterio o para un patrón, y posiblemente cruces de predicación, y pueden haber tenido otras funciones. Algunos tienen inscripciones que registran al donante que los encargó, como la de Muiredach y la de Bewcastle. Las primeras cruces irlandesas de los siglos VIII o IX solo tenían adornos, incluidos relieves entrelazados y redondos, pero a partir de los siglos IX y X aparecen imágenes figurativas, a veces solo una figura de Cristo crucificado en el centro, pero en los ejemplos más grandes del siglo X. gran número de figuras en gran parte de la superficie. Algunos ejemplos irlandeses tardíos tienen menos figuras (a menudo Cristo acompañado por un obispo o abad local), que se aproximan al tamaño natural y están talladas en muy alto relieve. La tradición irlandesa se extinguió en gran medida después del siglo XII, hasta el renacimiento celta del siglo XIX, cuando la forma de cruz celta experimentó un renacimiento duradero para lápidas y monumentos conmemorativos, generalmente solo con decoración ornamental e inscripciones.

## Escandinavia
La tradición de levantar cruces altas apareció en un momento en que los colonos nórdicos aparecieron en las islas británicas y conocieron una cultura cristiana. Una cruz fragmentaria ha sido descubierta en Granhammar en la parroquia de Vintrosa en Nericia, Suecia y testifica de la misión inglesa en las provincias suecas centrales. La cruz sueca era muy similar a una cruz en Leek, Staffordshire, y puede haber sido hecha por un inmigrante inglés. En Noruega, la tradición británica fue más ampliamente aceptada y se conocen unas 60 cruces de piedra del país, pero solo cuatro de ellas pueden fecharse con seguridad en la era vikinga gracias a las inscripciones rúnicas en las cruces. Muchas de las cruces probablemente se levantaron en campos de tumbas paganas cuando la familia fue bautizada. Posteriormente, fueron trasladados a los cementerios. La tradición de la cruz alta probablemente también ayudó a aumentar la popularidad de erigir piedras rúnicas (a menudo con cruces grabadas) en Suecia.

## Ejemplos notables
Entre las más famosos están:

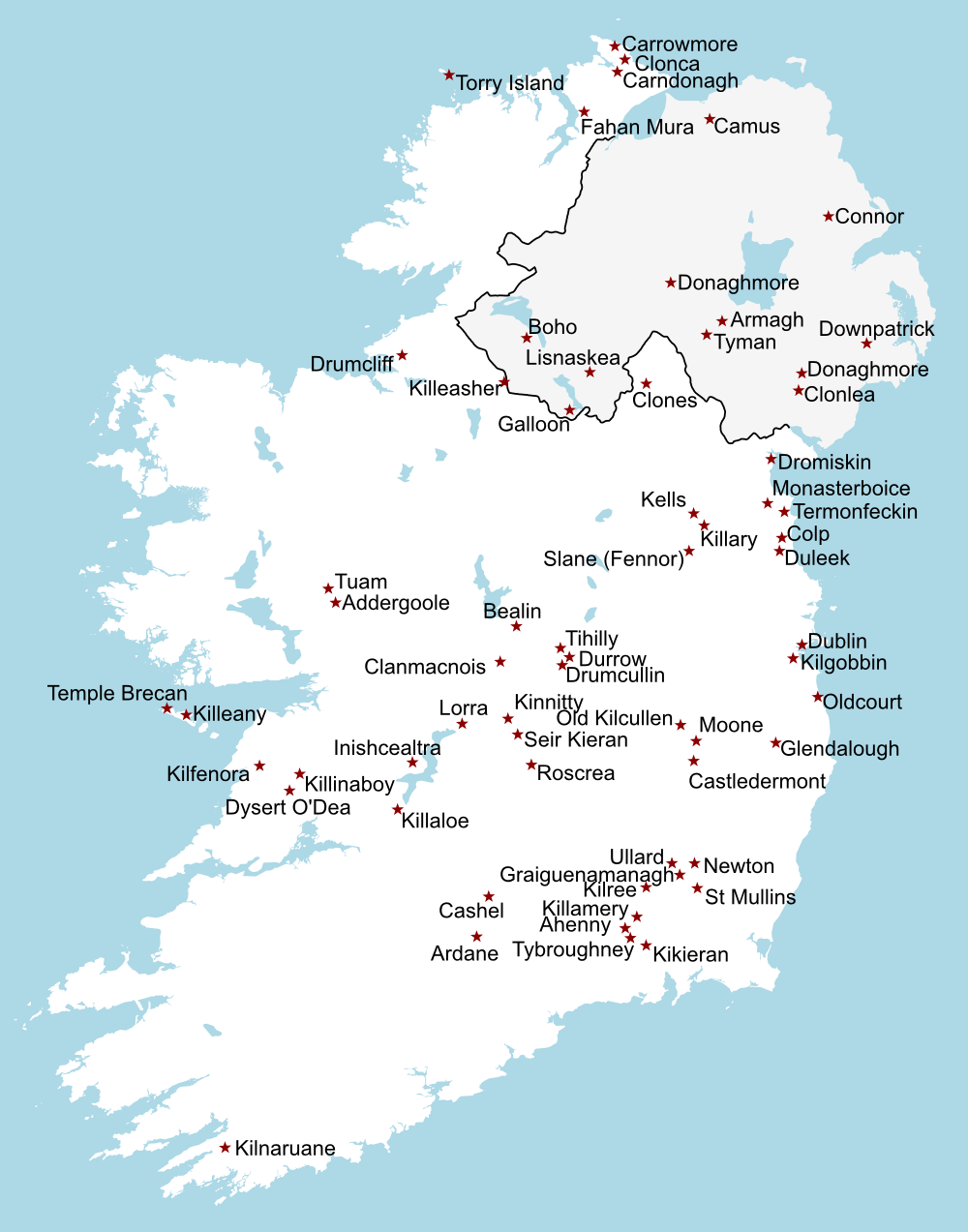
Ubicación de altas cruces en Irlanda.

- La Cruz de Muiredach en Monasterboice, Condado de Louth
- Las cruces de Clonmacnoise: la Cruz de las Escrituras (la cruz original del siglo IX se encuentra en un museo, pero una copia se encuentra en el sitio original), y las Cruces del Norte y del Sur.
- The Nether (o Lower) Cross, una cruz de granito del siglo IX con tallas ornamentadas, en el cementerio de la iglesia de San Canice, establecida por San Canice, pueblo de Finglas, Dublín. La Cruz fue sacada de su ubicación original en los terrenos de la Abadía de St. Canice y enterrada para evitar daños por parte de las fuerzas de Cromwell en 1649. Se encontró intacto 160 años después y se trasladó a su ubicación actual.
- La cruz anglosajona de Ruthwell de Escocia, siglo VIII, con figuras relativamente grandes.
- La cruz anglosajona de Bewcastle.
- La cruz anglosajona de Irton, Cumbria, mostrando afinidad con el estilo de Bewcastle
- La cruz de Dupplin (picta / medieval temprana) en Strathearn, Escocia.
- La cruz de Camus (picta/medieval temprana) en Angus, Escocia

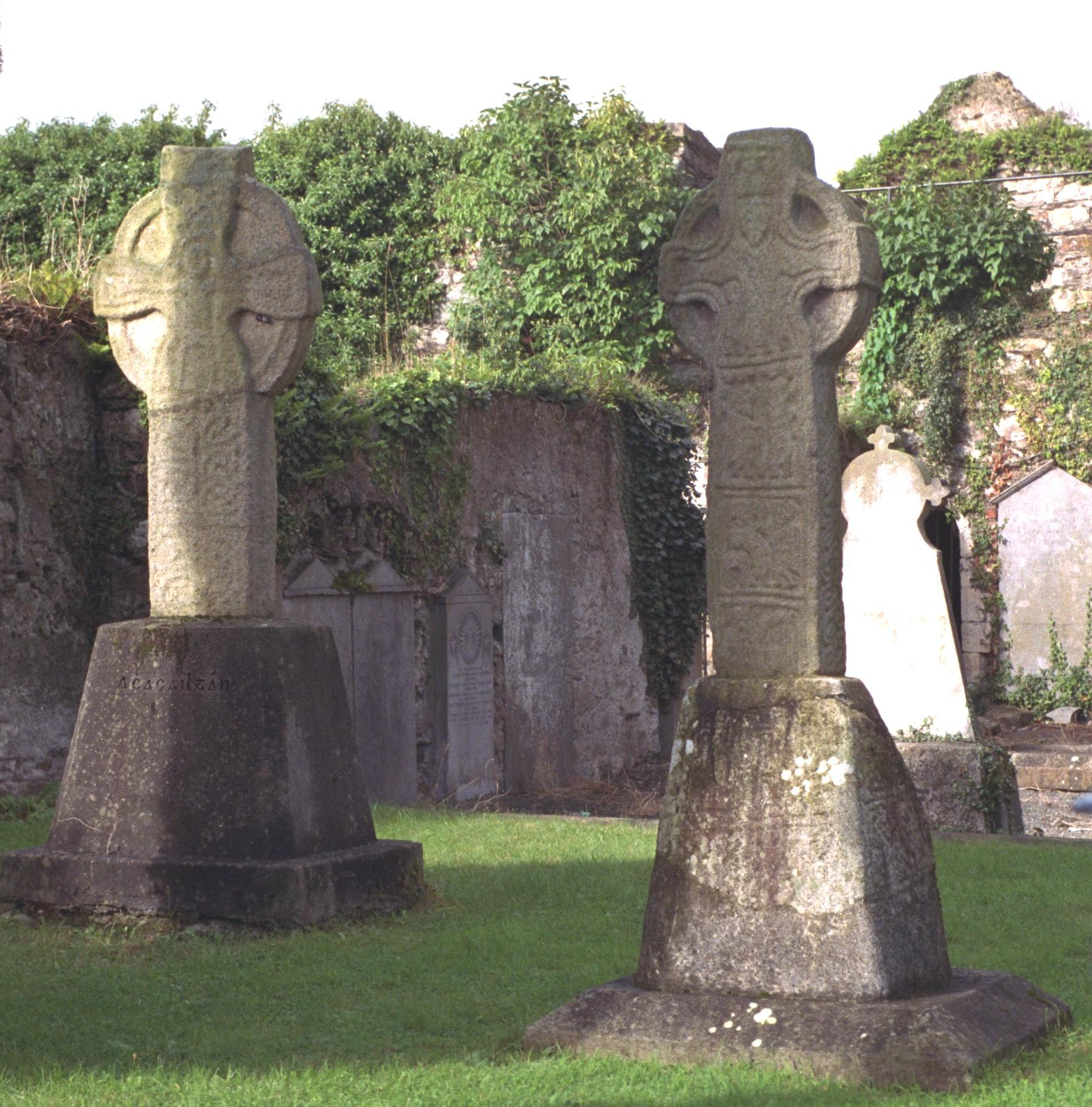
Cruces de Graiguenamanach, Kilkenny, lado este

- Ejemplos clásicos de losas cruzadas pictas del siglo IX: Aberlemno 2 y 3 en Aberlemno, Angus.
- La cruz de Kildalton del siglo VIII de las islas Hébridas
- La abadía de Iona tiene dos cruces, con otras en la isla.
- Alta Cruz de Santa Tola. Una cruz del siglo XII en Dysert O'Dea, cerca del castillo de O'Dea, que muestra a Cristo y un obispo tallados en altorrelieve en el lado este, con motivos geométricos y adornos de animales en los otros lados. En el lado oeste de la base se muestra la Tentación, con Adán y Eva debajo del árbol del conocimiento, mientras que en el lado norte hay una ceremonia con varias figuras sosteniendo báculos. Este es un ejemplo particularmente bien conservado del siglo XII, que no utiliza el círculo de la cruz celta.
- Las altas cruces de Ahenny. Las dos cruces de piedra arenisca de Ahenny datan de los siglos VIII y IX y se encuentran entre las primeras cruces altas anilladas. Ahenny, condado de Tipperary, cerca de la frontera de Kilkenny, y el sitio monástico de Kilclispeen, o la iglesia de St. Crispen.
- Alta Cruz de Ardboe, una cruz del siglo X cerca de Cookstown, erosionada, mostrando 22 paneles con escenas del Antiguo y Nuevo Testamento.
- Cruz de San Kevin, Glendalough, una cruz del siglo XII, bien conservada, hecha de granito.
- Cruz del Sur, Kells, la mejor conservada de varias cruces del siglo X en la ciudad.
- Cruz de Doorty, Kilfenora, condado de Clare; data del siglo XII, tiene tallado un obispo y otros dos clérigos.
- Alta cruz de Kilree, cruz del siglo IX que se dice que es el lugar de entierro de Niall Caille, ubicado 4 km al sureste de Kells Priory, Condado de Kilkenny.
- Altas cruces de Kilkieran, tres cruces cerca de Ahenny, condado de Tipperary: Plain Cross (sin adornos), West Cross (con mucha ornamentación), Long Shaft Cross (tiene un eje largo con decoración).
- Las dos altas cruces de Moone, en el condado de Kildare. Se cree que la gran cruz fue tallada entre el 900 y el 1000 d. C. Está muy decorada y mide 5,33 m de alto.

## Período moderno
A principios del siglo XXI, la Antigua Orden de Hibernianos de Portland encargó al escultor irlandés Brendan McGloin que fabricara a mano una réplica de tamaño completo de la Cruz de las Escrituras de Clonmacnoise. La cruz de piedra arenisca de 13 pies y 5 toneladas se completó en 2007 y se envió desde Donegal a Portland, Oregón, donde permanecerá como un monumento conmemorativo de la hambruna. En 2016, se erigió una cruz alta fuera de la catedral de Wakefield, West Yorkshire, Inglaterra, tallada en piedra extraída en Holmfirth y tallada por Celia Kilner. Esto se basó en los restos de una alta cruz sajona, fechada en 930 d. C.